# Domessin
Domessin és un municipi francès situat al departament de la Savoia i a la regió d'Alvèrnia-Roine-Alps. L'any 2007 tenia 1.496 habitants.

## Demografia

### Població
El 2007 la població de fet de Domessin era de 1.496 persones. Hi havia 602 famílies de les quals 127 eren unipersonals (41 homes vivint sols i 86 dones vivint soles), 233 parelles sense fills, 197 parelles amb fills i 45 famílies monoparentals amb fills.
La població ha evolucionat segons el següent gràfic:
Habitants censats

### Habitatges
El 2007 hi havia 728 habitatges, 607 eren l'habitatge principal de la família, 101 eren segones residències i 20 estaven desocupats. 683 eren cases i 44 eren apartaments. Dels 607 habitatges principals, 500 estaven ocupats pels seus propietaris, 83 estaven llogats i ocupats pels llogaters i 25 estaven cedits a títol gratuït; 1 tenia una cambra, 20 en tenien dues, 64 en tenien tres, 172 en tenien quatre i 349 en tenien cinc o més. 465 habitatges disposaven pel capbaix d'una plaça de pàrquing. A 232 habitatges hi havia un automòbil i a 335 n'hi havia dos o més.

### Piràmide de població
La piràmide de població per edats i sexe el 2009 era:
| Homes | Edats   | Dones |
| ----- | ------- | ----- |
| 0     | 95 o +  | 0     |
| 0     | 90 a 94 | 4     |
| 12    | 85 a 89 | 4     |
| 0     | 80 a 84 | 12    |
| 8     | 75 a 79 | 28    |
| 44    | 70 a 74 | 36    |
| 20    | 65 a 69 | 20    |
| 36    | 60 a 64 | 44    |
| 60    | 55 a 59 | 60    |
| 68    | 50 a 54 | 64    |
| 44    | 45 a 49 | 44    |
| 52    | 40 a 44 | 36    |
| 60    | 35 a 39 | 48    |
| 44    | 30 a 34 | 60    |
| 36    | 25 a 29 | 36    |
| 36    | 20 a 24 | 32    |
| 36    | 15 a 19 | 36    |
| 60    | 10 a 14 | 32    |
| 40    | 5 a 9   | 48    |
| 36    | 0 a 4   | 36    |

## Economia
El 2007 la població en edat de treballar era de 976 persones, 703 eren actives i 273 eren inactives. De les 703 persones actives 647 estaven ocupades (362 homes i 285 dones) i 57 estaven aturades (25 homes i 32 dones). De les 273 persones inactives 117 estaven jubilades, 63 estaven estudiant i 93 estaven classificades com a «altres inactius».

### Ingressos
El 2009 a Domessin hi havia 680 unitats fiscals que integraven 1.731 persones, la mediana anual d'ingressos fiscals per persona era de 20.047 €.

### Activitats econòmiques
Dels 64 establiments que hi havia el 2007, 1 era d'una empresa extractiva, 2 d'empreses alimentàries, 1 d'una empresa de fabricació de material elèctric, 9 d'empreses de fabricació d'altres productes industrials, 11 d'empreses de construcció, 17 d'empreses de comerç i reparació d'automòbils, 2 d'empreses de transport, 3 d'empreses d'hostatgeria i restauració, 2 d'empreses d'informació i comunicació, 1 d'una empresa financera, 4 d'empreses immobiliàries, 7 d'empreses de serveis, 2 d'entitats de l'administració pública i 2 d'empreses classificades com a «altres activitats de serveis».
Dels 16 establiments de servei als particulars que hi havia el 2009, 6 eren tallers de reparació d'automòbils i de material agrícola, 3 fusteries, 1 lampisteria, 3 electricistes, 1 perruqueria, 1 restaurant i 1 agència immobiliària.
Dels 4 establiments comercials que hi havia el 2009, 1 era una gran superfície de material de bricolatge, 1 una fleca, 1 una joieria i 1 una floristeria.
L'any 2000 a Domessin hi havia 20 explotacions agrícoles que ocupaven un total de 333 hectàrees.

## Equipaments sanitaris i escolars
El 2009 hi havia una escola elemental.

## Poblacions més properes
El següent diagrama mostra les poblacions més properes.